# Alexei Gennadjewitsch Tschupin
Alexei Gennadjewitsch Tschupin (russisch Алексей Геннадьевич Чупин; * 11. November 1972 in Glasow, Russische SFSR) ist ein ehemaliger russischer Eishockeyspieler.

## Karriere
Alexei Tschupin begann seine Karriere als Eishockeyspieler in seiner Heimatstadt in der Nachwuchsabteilung von Progress Glasow. Von dort wechselte er zu Ak Bars Kasan, für dessen Profimannschaft er zunächst von 1992 bis 1996 in der Internationalen Hockey-Liga sowie anschließend von 1996 bis 2003 in der russischen Superliga aktiv war. Mit Ak Bars gewann er in der Saison 1997/98 erstmals den russischen Meistertitel. Von 2003 bis 2005 spielte der Flügelspieler für den Ligarivalen HK Dynamo Moskau, mit dem er in der Saison 2004/05 ebenfalls Russischer Meister wurde. Zur folgenden Spielzeit kehrte er nach Kasan zurück und gewann mit Ak Bars erneut den nationalen Meistertitel. Daraufhin verbrachte er je eine Spielzeit beim HK MWD Twer sowie seinem Ex-Klub HK Dynamo Moskau. Zuletzt trat der ehemalige Nationalspieler in der Saison 2008/09 für Metallurg Nowokusnezk in der neu gegründeten Kontinentalen Hockey-Liga an. Dabei erzielte er in 48 Spielen neun Tore und elf Vorlagen. Anschließend beendete er seine Karriere im Alter von 36 Jahren. 

### International
Für Russland nahm Tschupin an den Weltmeisterschaften 1997 und 1998 sowie in den Jahren 2003 und 2004 an der Euro Hockey Tour teil.

## Erfolge und Auszeichnungen
- 1998 Russischer Meister mit Ak Bars Kasan
- 2005 Russischer Meister mit dem HK Dynamo Moskau
- 2006 Russischer Meister mit Ak Bars Kasan